# Camara Laye
Camara Laye, född 1 januari 1928 i Kouroussa, död 4 februari 1980 i Dakar, var en guineansk författare.

## Biografi
Laye föddes i Kouroussa som son till en guldsmed och tillhörande malinkefolket. Han gick först i en koranskola och senare i tekniskt gymnasium i Conakry. Han reste till Paris för att studera vid tekniska högskolan i Argenteuil. Senare tvingade brist på pengar honom att börja arbeta som mekaniker vid Simcas bilfabrik. Samtidigt gick han på kvällskurser i "Conservatoire des Arts et Métiers". Hans debut L'enfant noir 1953, är en bildningsroman som skildrar hur hans lyckliga afrikanska barndom konfronteras med civilisationens intåg. Romanen väckte uppmärksamhet och beundran men också kritik från dem som ansåg att Laye inte var tillräckligt engagerad i Afrikas politiska problem. 1954 utkom hans andra roman Le regard du roi, en symbolisk roman om Clarence som kommer till Afrika för att finna frid. Den behandlar konflikten mellan svarta och vita och skildrar Clarence resa genom regnskogen för att få audiens hos en afrikansk kung och hur hans europeiska identitet allt mer upplöses.
Laye återvände till Guinea 1956. Efter självständigheten 1958 engagerade han sig politiskt. Men hans kritik av Sékou Tourés regim tvingade honom att lämna sitt land 1965. I den självbiografiska "Dramouss" 1966 upptäcker berättaren att traditionella värden ersatts av politiskt förtryck. Laye bosatte sig i Senegal där han fick en forskartjänst vid "Institut Fondamental d'Afrique Noire" i Dakar. Hans forskning inspirerade honom till hans sista verk Le maître de la parole: Kouma Lafôlô Kouma 1978. Här berättar en griot (sagoberättare) legenden om Soundiata Keita, malinkehärskaren som levde på 1200-talet.

### Utgivet på svenska
- Svart barn, 1976, ny upplaga 1986 (L'enfant noir 1953)